# 傳統黑人大學
傳統黑人大學（Historically black colleges and universities，簡寫HBCUs）是指美國1964年前專為黑人而設的高等教育機構。
美國現有105所此類大學，包括公立及私立、二年制及四年制、醫學院及社區學院。除了六所以外（其中一所已關閉），它們全處於美國前蓄奴州。這些大學當中有不少在已存在百多年之後，因競爭、經濟大蕭條或其他經濟問題，於20世紀關閉。

## 歷史
美國在南北戰爭前，少數北部和西部的大學（如歐柏林大學）已開始收個別的黑人學生，而北部更有三所黑人大學：1837年建立的切尼賓州大學（Cheyney University of Pennsylvania）、1854年建立的林肯大學（Lincoln University）和1856年建立的威爾伯福斯大學（Wilberforce University）。
南北戰爭期間的1863年，摩利爾法案（Morrill Act）通過，規定美國每個州都需要有贈地大學。南北戰爭後，法案擴展到南部，但該地17個州的贈地大學卻不肯收黑人學生。居住在南部的黑人雖然獲得自由，但經濟及教育處境卻沒甚麼改善。1890年，一條針對這些前聯盟國成員的第二摩利爾法案由國會通過：這條法案要求受惠的州必須證明種族並不是入學的標準，否則該州必須另外成立有色種族專有的學校。大部分的傳統黑人學校都是因此建立的，而它們到現在仍獲聯邦政府資助它們的研究、進修教育及外展服務。
1965年，高等教育法案（Higher Education Act of 1965）成立了一個管理聯邦政府怎樣給此類大學資金的方案，包括對私人捐款的分配。
美國現在雖然有其他某些教育機構亦有相當多的黑人學生，但因為它們是在斯韋特訴佩因特案（Sweatt v. Painter）及布朗訴托皮卡教育局案和1965年高等教育法案後才建立或開始收黑人學生，它們並不可算是傳統黑人大學，只是主要黑人大學（predominantly black）。
2001年開始，幾間傳統黑人大學的圖書館開始談論它們應如何合作並將資源聚集一起；到了2003年，談論終於有成果，而傳統黑人大學圖書館聯盟（HBCU Library Alliance）——「一個支持資訊專業人士合作和為鞏固傳統黑人學校及它們成員而提供不同資源的組職」——亦正式成立。

## 現狀
2004年，美國教育局發表了一項有關傳統黑人大學的研究，其中發現於2001年，有13%黑人大學生在此類大學就讀。
2007年，瑟古德·馬歇爾大學基金會發表了一項有關財富400公司及政府機構對少數族裔的招聘習慣之研究，發現它們聘用的大學畢業生當中，有13%是由傳統黑人大學畢業，其餘的均是從主流大學畢業。
2009年的「經濟刺激法案」中，有多於$13億是分配給傳統黑人大學。
美國現存的105所此類大學當中，有27所能頒發博士學位，能頒發碩士學位的有52所，學士學位的有83所，而副學士學位的則有38所。
在學生的種族分布方面，在美國所有大學之中，黑人大學生從此類大學畢業的比率持續下降，從1976年的35%下降到2001年的21.5%，但奇怪的是，這些大學的收生人數卻有增無減，從1976年的18萬上升到2001年的22萬，而其中大部分的增長是由於黑人女學生的入學人數，由8萬8千人上升到約38萬人。

## 著名大學
- 霍华德大学（Howard University）
- 莫爾豪斯學院（Morehouse College）
- 摩根州立大學（Morgan State University）
- 澳克伍德大學（Oakwood University）
- 塔斯基吉大学（Tuskegee University）
- 北卡罗来纳农工州立大学（North Carolina A&T State University）
- 佛羅里達農工大學（Florida A&M University)

## 延伸閱讀
- Cohen, Rodney T. .   [2019-12-24]. （原始内容存档于2009-05-22）.
- Minor, James T., “A Contemporary Perspective on the Role of Public hbcus: Perspicacity from Mississippi,” Journal of Negro Education, 77 (Fall 2008), 323–35.
- Stephen, Provasnik; Shafer, Linda L. . . Washington, DC: Government Printing Office: U.S. Department of Education, National Center for Education Statistics. 2004年11月21日  [2008-01-03]. （原始内容存档于2020-10-17）.

## 外部連結
- 黑人大學通訊 （页面存档备份，存于） – 為黑人大學中的學生記者而設的新聞通訊服務
- White House Initiative on Historically Black Colleges and Universities – 有關此聯邦提議的細節，包括它的歷史及近況